# Мышкинский народный музей
Мышкинский народный музей — музей в городе Мышкин Ярославской области, особо известен входящий в него Музей мыши. Развивается благодаря энтузиазму мышкинцев.

## История
Создан группой краеведов в 1966 году. Складывался как детское и молодёжное объединение на добровольных началах, не имеющее материальной поддержки властей. После статей в областной прессе детской краеведческой организации было выделено здание кладбищенского храма иконы Божией Матери всех скорбящих Радости. Три года ушло на доведение строения для приемлемого состояния, после чего была организована первая выставка.

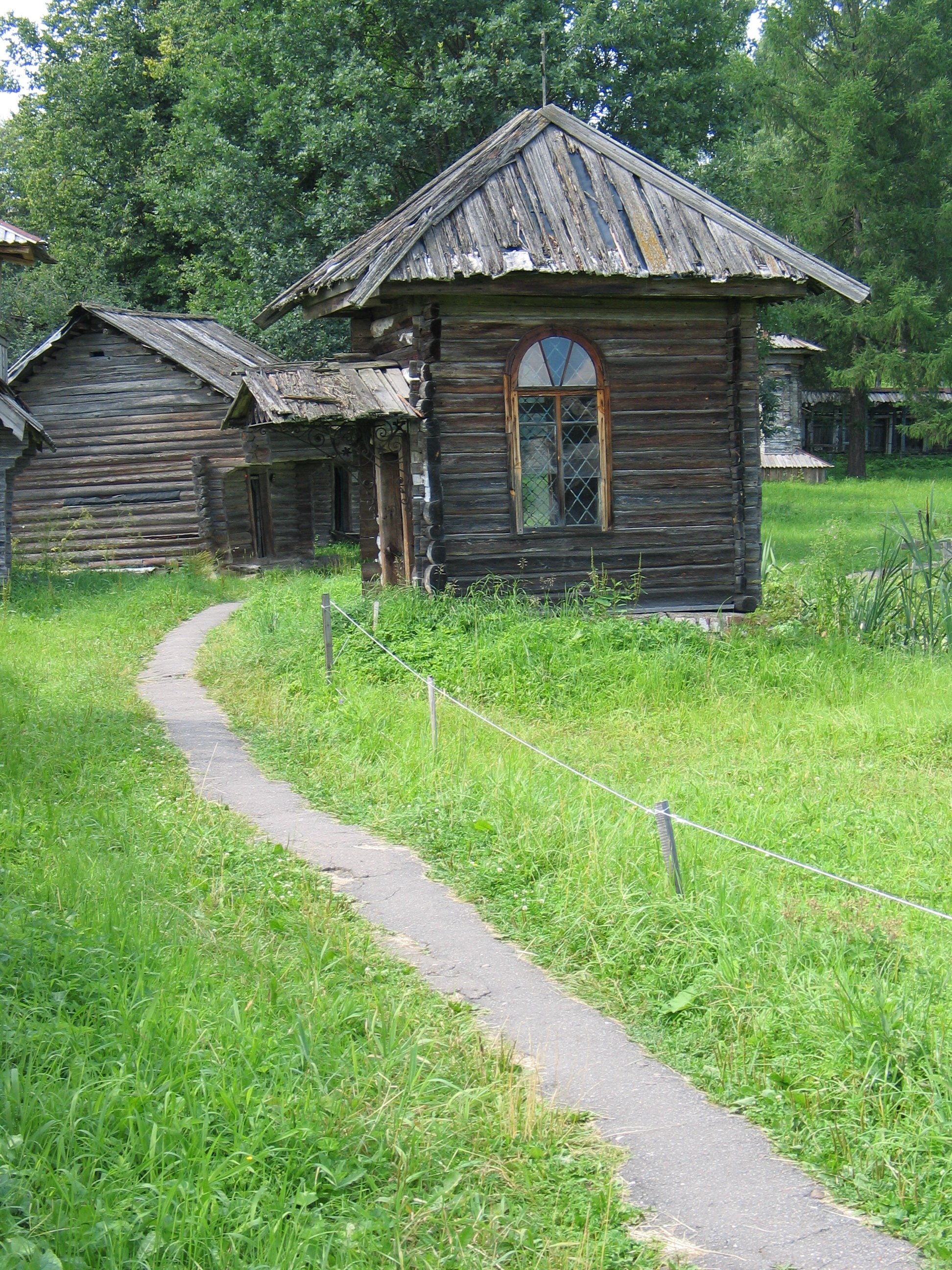
Музей под открытым небом

Через семь лет музею было передано бывшее здание столярной мастерской школы (бывший склад купца Калюкина). В течение десяти лет велась борьба за создание музея под открытым небом, в итоге занявшем территорию от улицы Угличской до Студёного ручья. Сюда помещались традиционные крестьянские постройки из местных сёл и деревень. Минимум раз в неделю проводились поисковые походы, дважды в год снаряжались экспедиции в соседние области и на Русский Север; были собраны большая коллекция «Прялки Нечерноземья», коллекция крупных кованых изделий.
Появились первые туристы — из местных школ, пионерлагерей, домов отдыха; маленький бюджет и должности (бессменным председателем совета музея остаётся Владимир Александрович Гречухин). Организация объединяла до полусотни ребят. Благодаря освещению во всесоюзной прессе у музея становилось всё больше гостей и друзей.
В 1991 году появился Музей мыши, сразу занявший особое положение и ставший первым и единственным как в России, так и за рубежом. Затем был создан «Музей Петра Арсеньевича Смирнова», русского «водочного короля», уроженца этих мест. К этому времени музейный комплекс обладал почти десятью тысячами экспонатов, территорией почти в два гектара, двенадцатью традиционными постройками. Музей пришёл к «большому туризму»: начав с пяти тысяч гостей в год в середине 1990-х годов, увеличил их число к концу 2000-х годов до пятидесяти тысяч.

## Состав
- Музей мыши
- Музей уникальной техники «Мышкинский Самоход»
- Музей Петра Смирнова
- Музей под открытым небом
- Краеведческий музей
- Музей Учемского края
- Мышкинское Заволжье
- Музей «Махаев двор»

За год проводится несколько научно-краеведческих конференций — Опочининские чтения, Касьяновские чтения, Тютчевская конференция, межобластная экологическая конференция; издаётся до шести научных и художественных книг. Имеется штат сотрудников из 12 человек, летом музею активно помогают дети. Работой некоммерческого учреждения управляет общественный совет.